# Carnevale di Montemarano
Il carnevale di Montemarano è una manifestazione del comprensorio irpino tipica della cittadina di Montemarano. Tra le sue caratteristiche peculiari vi è l'esecuzione della tarantella montemaranese, melodia armonica e ritmica che accompagna l'andatura processionale delle sfilate e anima gli innumerevoli conviti, raduni e sale da ballo.

## Carnevale antico

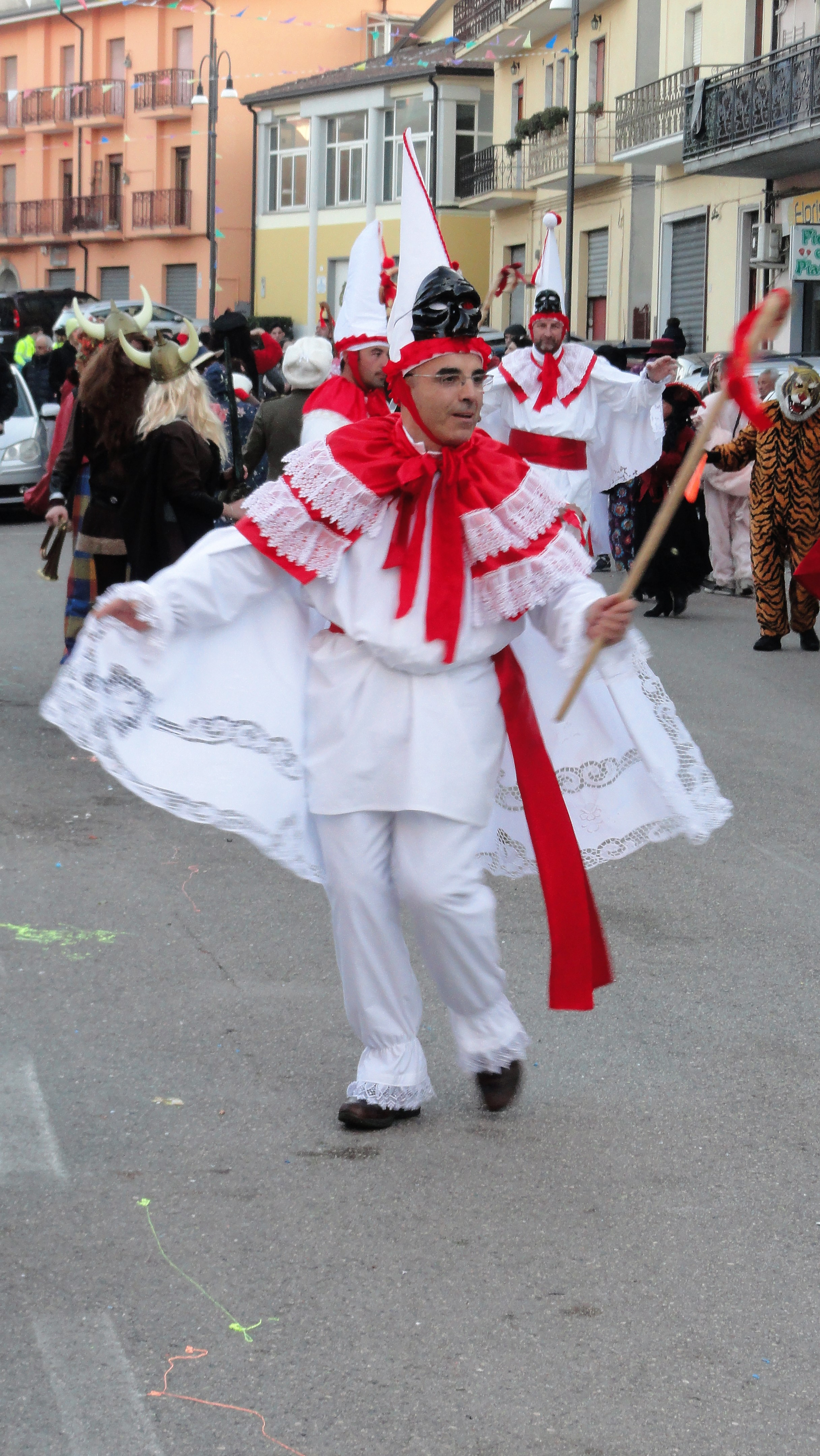
'O Caporabballo.

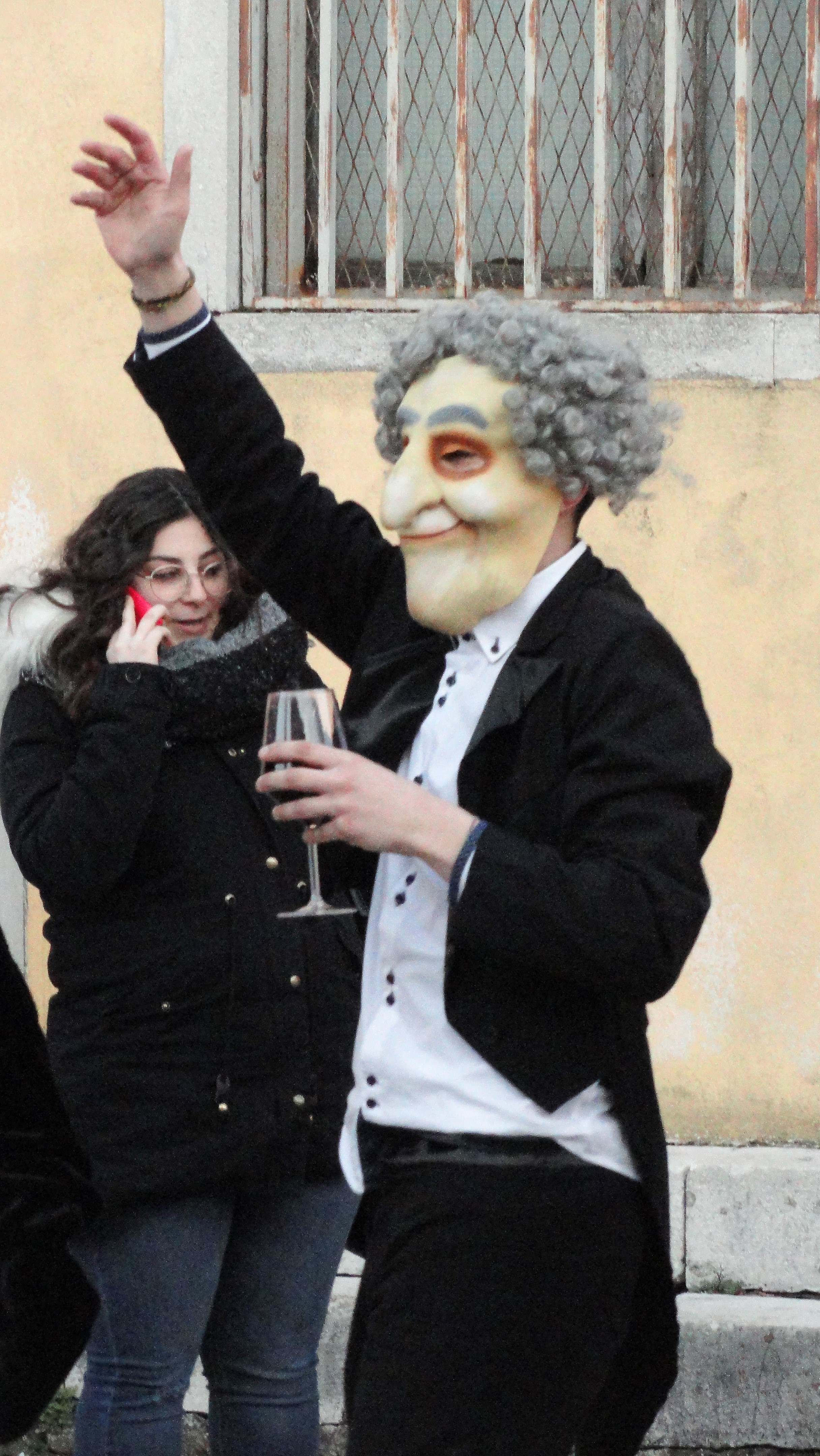
Isa isa isa ... Cala cala cala ... Accosta accosta accosta ... a salute nostra !!!!!!

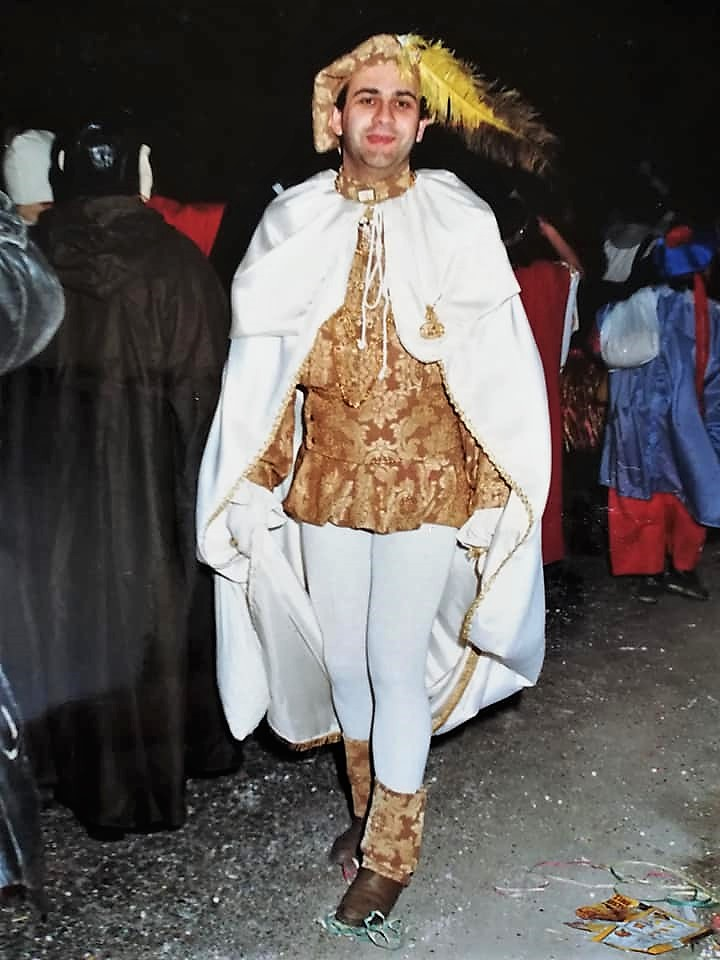
Maschera.

### Epoca borbonica
L'origine pagana del carnevale montemaranese fu ripresa e divulgata nel XVII secolo dal poeta e scrittore napoletano Giambattista Basile, che fu signore e governatore di Montemarano. Varie sono le teorie concernenti il manifestarsi della musica e del ballo legati alla festa.
Presso l'archivio parrocchiale della cattedrale di Santa Maria Assunta, negli incartamenti relativi agli anni 1793 - 1794, si cita un documento in cui si attesta che don Pasquale Toni, il canonico dell'epoca, durante il Carnevale "teneva pubblici balli in casa sua, ove egli faceva da caporaballo con ll'ommini e donne, e lo stesso ha fatto anche in seguito fuori dal Carnevale, nei giorni festivi e solenni, con scandalo di tutta la gente radunata in casa sua".

### Epoca contemporanea
Fino agli anni '50 le famiglie più in vista del paese erano solite aprire le loro case alla popolazione in maschera per offrire grandi quantità di cibo e vino.

## Carnevale moderno

### Carnevale canonico
Nella forma moderna il carnevale canonico inizia il 17 gennaio in occasione della ricorrenza di Sant'Antonio Abate (evento per il quale vale il detto: a Santantuono maschere e suoni), e vede il suo culmine nei giorni di domenica, lunedì e martedì grasso.
Espressione tipica è il mascheramento con il sovvertimento dell'ordine costituito, il tutto accompagnato dal ritmo frenetico e incalzante della danza nel corso delle sfilate, che diviene sempre più sostenuto e vorticoso fino al delirio collettivo. Il ritmo crescente e frenetico trascina e tramuta in estasi collettiva, coinvolgendo partecipanti, astanti e spettatori rapendoli ai problemi e assilli quotidiani, sottraendoli alle angosce, azzerando fobie, annullando i freni inibitori, soprattutto quando il tempo del ballo sta per scadere e la notte segna la chiusura della grande festa.
In tale occasione diversi gruppi di danza si organizzano per sfilare in una sorta di competizione sancita, il sabato di carnevale, dal lancio di un guanto di sfida. Ogni gruppo è coordinato dal proprio caporabballo, il personaggio più rappresentativo di tutta la manifestazione, un pulcinella che con il suo caratteristico costume bianco e rosso, l'alto cappello, il bastone simbolo di autorità, dispensa ordini ai figuranti, fa spazio tra la folla, distribuisce confetti al pubblico. 
L'obiettivo della resistenza fisica al ritmo incalzante della musica delle band di ogni singola sezione si condensa ed esprime nel ritornello ossessivo cantato a squarciagola:
 "E l'ammo fatti ....., E l'ammo fatti ....., E l'ammo fatti ..... arritirà !!!!!"
 "E l'ammo fatti ....., E l'ammo fatti ....., E l'ammo fatti ..... arritirà !!!!!"
 Vero e proprio inno all'instancabilità e al conseguimento dell'obiettivo.  
In effetti sono dispensati dolciumi, caramelle, bon-bon, lecca lecca, gelatine, per i confetti veri è propri, nelle edizioni trascorse era effettuato un vero e proprio lancio, tiro effettuato con lo scopo di incutere soggezione, al limite della provocazione, lanci mirati ed intenzionali che causavano spesso veri e propri traumi fisici e mentali. Oggi, con ampi gesta delle mani, i pugni di confetti si infrangono sonori sulle saracinesche metalliche dei negozi, o picchiettano a pioggia sulle vetrate delle abitazioni, col benevolo intento d'attirar l'attenzione ed essere coinvolti nel frenetico consesso.    
Alcuni gruppi sfilano con alla testa un carro allegorico.

### Morte del Carnevale
Il secondo appuntamento carnevalesco prende corpo nel pomeriggio della domenica successiva le Ceneri, con la cerimonia del "Carnevale morto", allorquando, avvenuto il commiato funebre - ironico da Carnevale e la lettura del suo grottesco testamento, ci si lancia in un'ultima danza sfrenata fino alla rottura, a tarda notte, della Pignata, dalla quale fuoriescono biscotti e dolciumi, che simbolicamente rappresentano un buon auspicio per la primavera che si approssima ad arrivare.

## Martedì e il Carnevale oggi

### Personaggi
| Personaggi     | Descrizione |
| -------------- | --- |
| Ô Caporabballo | Il pulcinella montemaranese. Ha il compito di disciplinare i cortei. Il personaggio è riconoscibile dal tipico vestito bianco fatto di pizzi e ricami e coperto da un mantellino rosso, una fascia rossa intorno alla vita e il copricapo bianco a forma di cono con l'estremità adornata da fiocchi bianchi e rossi. Con sé porta un bastone, simbolo dell'autorità. In passato aveva anche un sacchetto contenente dei confetti – come auspicio di abbondanza e prosperità – da lanciare contro le finestre per invogliare la gente a partecipare. Il perché del bastone si spiega dal fatto che, anticamente, i "Caporabballo" erano coloro che, nella scala sociale, occupavano un posto inferiore e prendevano "bastonate" nella vita di tutti i giorni. Per questo il Carnevale consentiva loro, seppure per un breve periodo, di prendere il comando e rivalersi sulla società con il consenso dei nobili. |
| Ô Pezzaro      | L'arlecchino montemaranese. Il personaggio indossa un abito composto da tante piccole stoffe di scarto. Nel passato era utilizzata maggiormente dalle famiglie che avevano maggiori difficoltà economiche perché, non potendo acquistare un costume, cucivano una ad una stoffe di vari colori. |
| Ô Vecchio      | Personaggio che indossa pantaloni e giacca di velluto a coste molto larghe con bottoni di metallo, calzettoni bianchi, un gilèt a "cammisola", un fazzoletto rosso legato intorno al collo, una fascia larga alla vita che scende in un fianco e un cappuccio bianco. |
| Â Pacchiana    | Personaggio vestita di una gonna di flanella rossa, un corpetto di velluto nero, mutandoni bianchi che arrivano al ginocchio, una camicetta bianca scollata, calze bianche adornate da nastri e un busto stretto e aderente. In testa porta un fazzoletto colorato e lavorato con finissimi ricami, mentre ai piedi porta zoccoli di legno adornati da nastri rossi. |

## Edizioni

### Edizione 2020
Le sezioni con abiti a tema: 
- Caporabballo;
- Bulli e Pupi: gangsters a New York;
- Aglianico e calici di vino;
- Cappuccetto Rosso e il lupo cattivo;
- Le caramelle di Alice: marshmallow Tema Alice in Wonderland;
- Egiziani: dei, faraoni, mummie e piramidi;
- Giapponesi: occhi a mandorla, geishe e lottatori di Sumo;
- Souvenir di Montemarano: sfere con i fiocchi di neve;
- Puntaspilli e il corredo di cucito;
- Fiori rossi;
- Rose rosse e rose blu;
- Sbandieratori;
- Schiaccianoci;
- Giostrine coi cavalli.